# 黃竹坑邨
黃竹坑邨（英語：Wong Chuk Hang Estate）是香港房屋委員會轄下的公共屋邨之一，位於香港島南區黃竹坑涌尾，於1968年開始入伙。該邨是香港最後一個拆卸的前政府廉租屋邨，已於2009年完成清拆。

## 歷史
黃竹坑邨原是政府於1962年推出「政府廉租屋計劃」的16個廉租屋邨之一，也是港島區唯一的政府廉租屋邨。全邨分三期興建，使用舊長型大廈設計，第1及2座於1968年11月落成；第3至6座於1972年10月落成；第7至10座於1973年8月落成。
十座舊長型大廈，從位處最南、最接近南朗山腰和靠近警校道的第1座，向北延伸至最北面、最接近黃竹坑明渠的第10座。第1、3、5、7、9座呈南北縱向，第2、4、6、8、10座呈東西橫向。當中第2、4、5、8、10座屬高座，樓高19層；連接之間的1、3、6、7、9座較矮，由11層至16層不等。這種不同層數的分布有助減低相連樓宇造成的屏風效應。另一方面，儘管十座大廈互相連接，但只在特定的樓層有通道相通至鄰座。居民只要在適當的樓層行走，就可以由第一座直通至第10座。
1983年至1984年間，房屋署全面勘查全港所有樓齡超過5年的公共屋邨，發現不少樓宇的混凝土強度未及標準，其中更有26座因石屎強度太低，有倒塌危險，這批「問題公屋」必須拆卸，黃竹坑邨第9座是其中之一，樓齡只有15年，於1988年中根據「擴展重建計劃」拆卸，而拆卸第9座前夕更因為清拆藍田邨第17座時發現樓宇結構含有石棉建材，第9座同樣遭到揭發含有石棉建材並緊急疏散餘下未搬走的居民，原址改建為一梯級形花圃。
根據房屋委員會的「整體重建計劃」，於2003年決定清拆重建黃竹坑邨，並於2007年9月28日關閉。大部份住戶獲安排遷往重建完成的石排灣邨。
在屋邨清拆前的空置期間，香港警察於2007年12月借用此邨進行反恐演習。無綫電視於2008年6月底借用此邨拍攝劇集《烈火雄心3》中的火警及爆炸場面。
黃竹坑邨（1-8座）的原址是港鐵南港島綫的車廠及車廠上蓋項目港島南岸；而旁邊的10座原址則建成港鐵南港島綫黃竹坑站，規劃中的南港島綫（西段）的轉綫站亦將在此處。

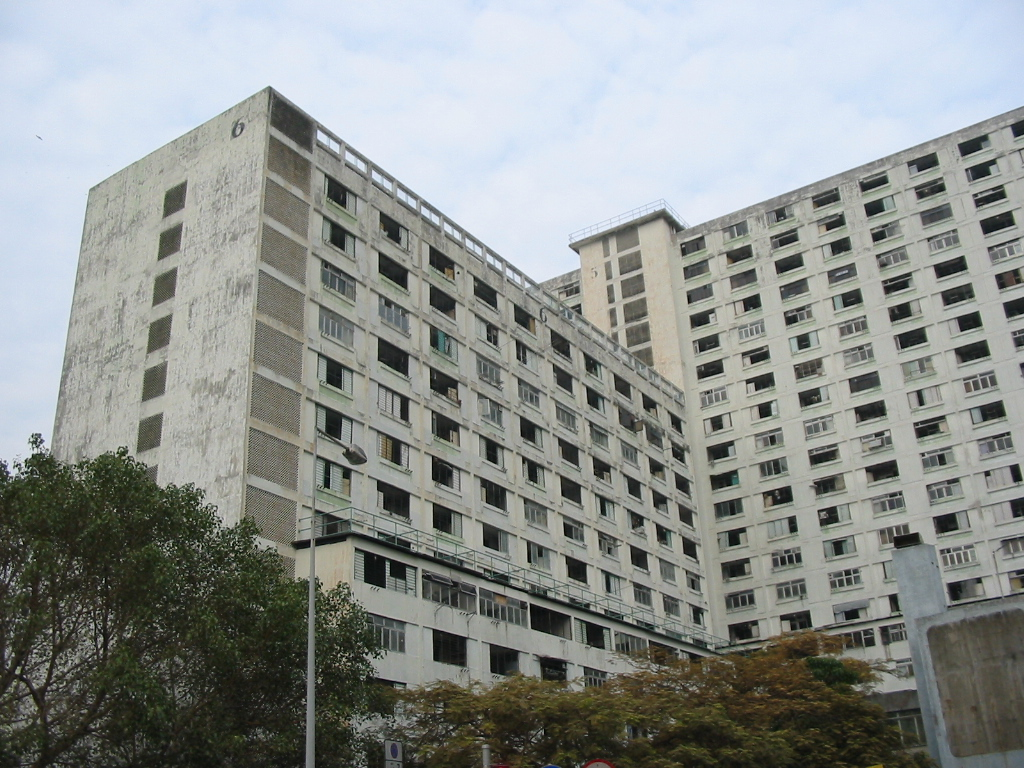
第5及6座
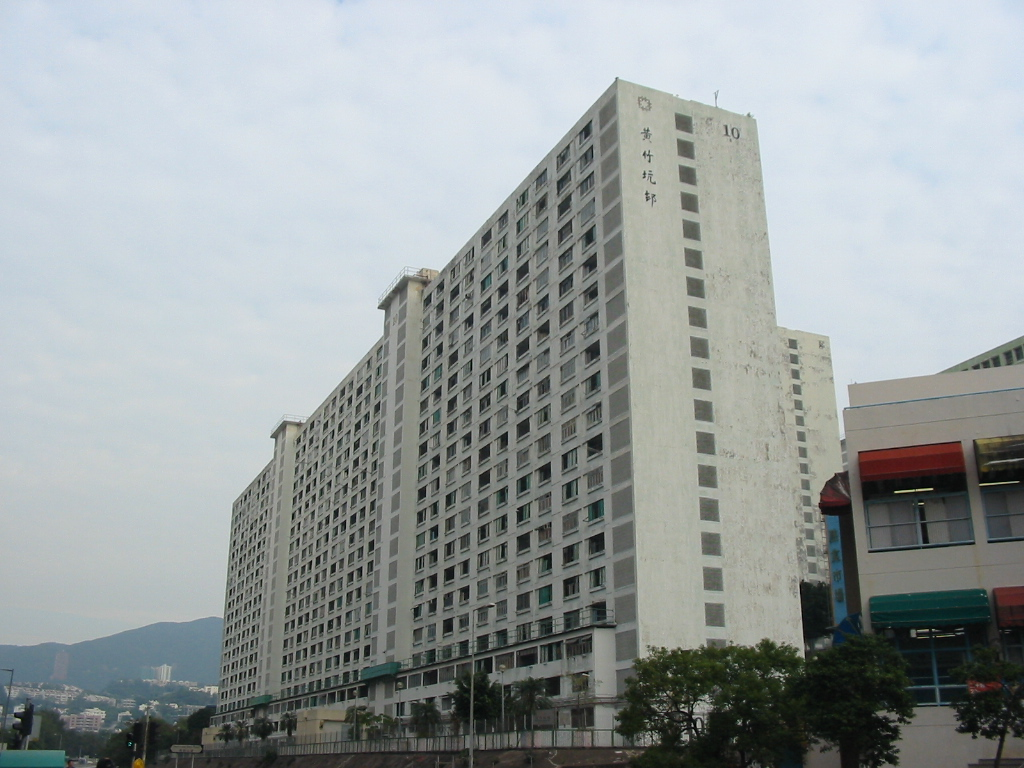
黃竹坑邨第10座
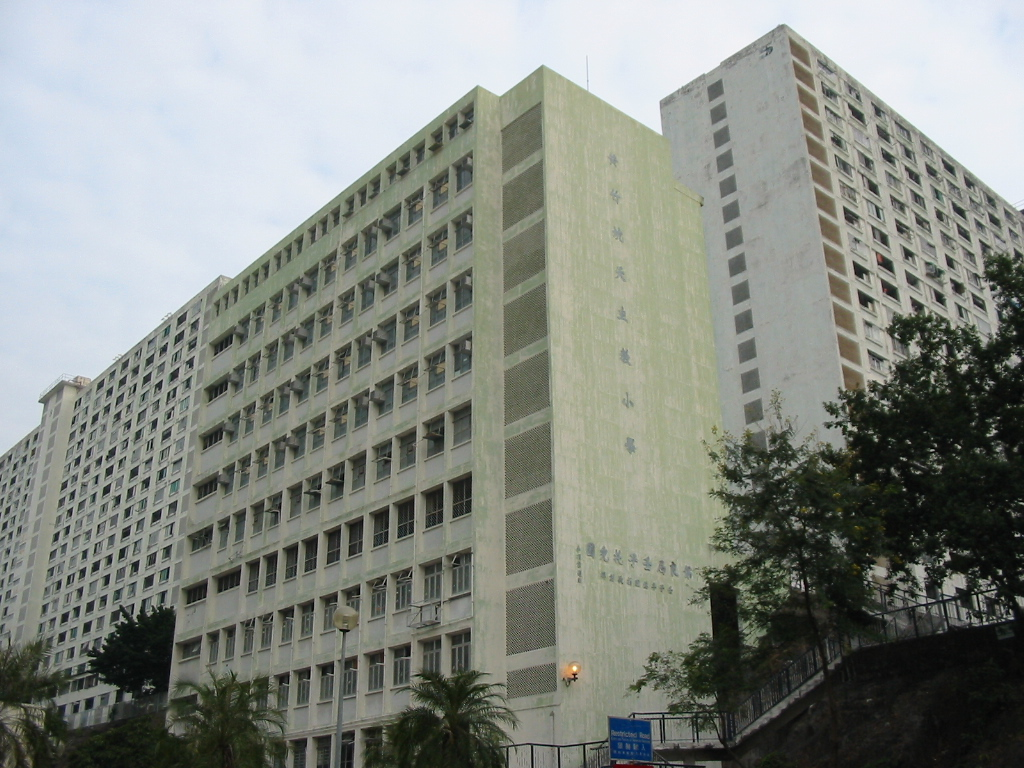
黃竹坑天主教小學校舍
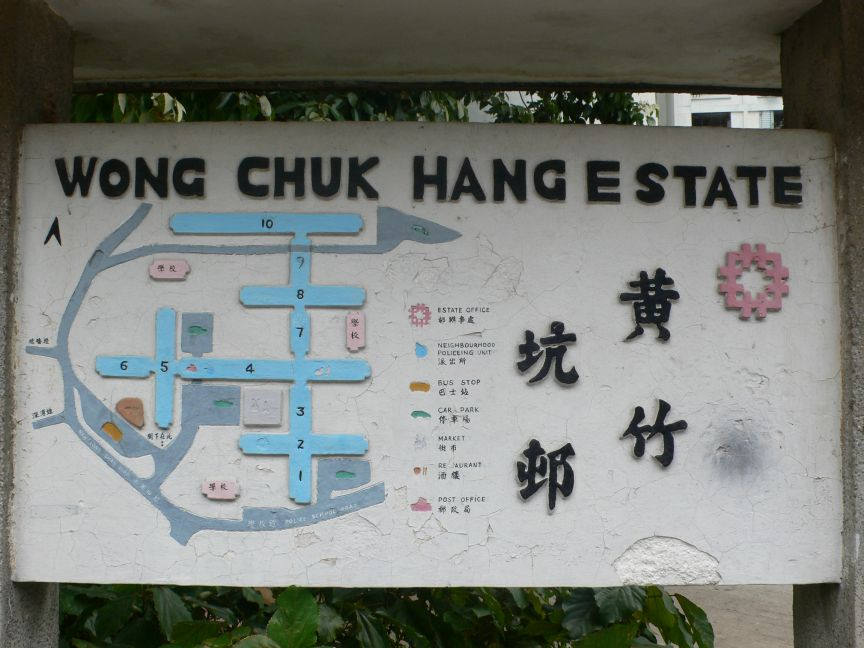
屋邨地圖

## 屋邨資料

### 樓宇
| 樓宇名稱/座號 | 樓宇類型                | 落成年份 | 拆卸年份 | 承建商                  | 層數 | 每層戶數 | 升降機數目 | 提供升降機的廠商 | 安置屋邨               | 備註                           |
| ------------- | ----------------------- | -------- | -------- | ----------------------- | ---- | -------- | ---------- | ---------------- | ---------------------- | ------------------------------ |
| 第1座         | 新型廉租大廈 （舊長型） | 1968年   | 2009年   | 德榮建築、 遠東營造工程 | 11   | 16       | 0          | 富士達           | 石排灣邨 愛東邨        | 重建為黃竹坑車廠及上蓋港島南岸 |
| 第2座         | 新型廉租大廈 （舊長型） | 1968年   | 2009年   | 德榮建築、 遠東營造工程 | 19   | 40       | 6          | 富士達           | 石排灣邨 愛東邨        | 重建為黃竹坑車廠及上蓋港島南岸 |
| 第3座         | 新型廉租大廈 （舊長型） | 1972年   | 2009年   | 德榮建築、 遠東營造工程 | 11   | 16       | 0          | 富士達           | 石排灣邨 愛東邨        | 重建為黃竹坑車廠及上蓋港島南岸 |
| 第4座         | 新型廉租大廈 （舊長型） | 1972年   | 2009年   | 德榮建築、 遠東營造工程 | 19   | 60       | 10         | 富士達           | 石排灣邨 愛東邨        | 重建為黃竹坑車廠及上蓋港島南岸 |
| 第5座         | 新型廉租大廈 （舊長型） | 1972年   | 2009年   | 德榮建築、 遠東營造工程 | 19   | 40       | 6          | 富士達           | 石排灣邨 愛東邨        | 重建為黃竹坑車廠及上蓋港島南岸 |
| 第6座         | 新型廉租大廈 （舊長型） | 1972年   | 2009年   | 德榮建築、 遠東營造工程 | 13   | 20       | 0          | 富士達           | 石排灣邨 愛東邨        | 重建為黃竹坑車廠及上蓋港島南岸 |
| 第7座         | 新型廉租大廈 （舊長型） | 1973年   | 2009年   | 德榮建築、 遠東營造工程 | 11   | 16       | 0          | 富士達           | 石排灣邨 愛東邨        | 重建為黃竹坑車廠及上蓋港島南岸 |
| 第8座         | 新型廉租大廈 （舊長型） | 1973年   | 2009年   | 德榮建築、 遠東營造工程 | 19   | 40       | 5          | 富士達           | 石排灣邨 愛東邨        | 重建為黃竹坑車廠及上蓋港島南岸 |
| 第9座         | 新型廉租大廈 （舊長型） | 1973年   | 1988年   | 德榮建築、 遠東營造工程 | 16   | 16       | 0          | 富士達           | 利東邨 鴨脷洲邨 華富邨 | 重建為黃竹坑車廠及上蓋港島南岸 |
| 第10座        | 新型廉租大廈 （舊長型） | 1973年   | 2009年   | 德榮建築、 遠東營造工程 | 19   | 64       | 10         | 富士達           | 石排灣邨 愛東邨        | 重建為黃竹坑站                 |

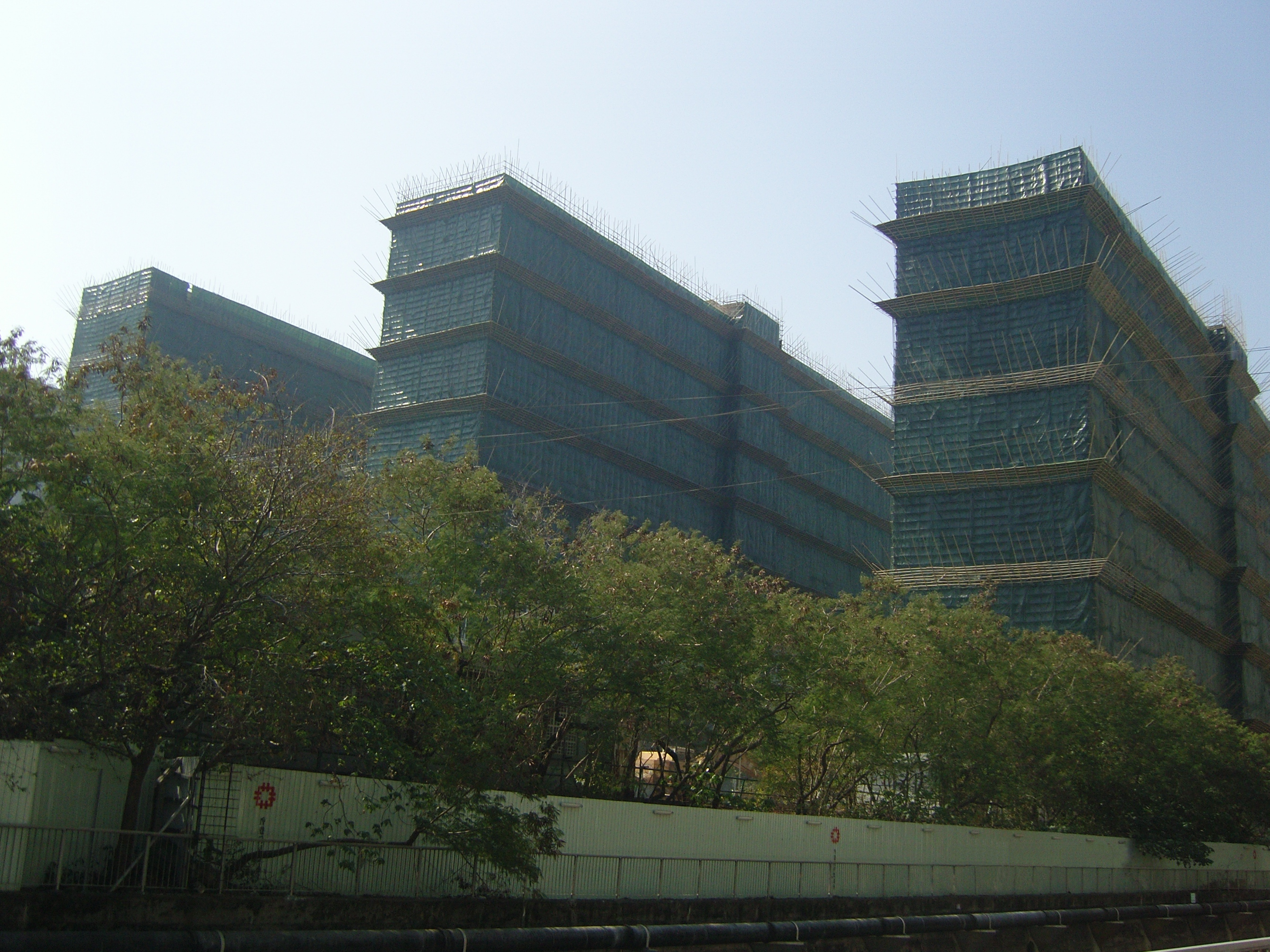
清拆中的黃竹坑邨

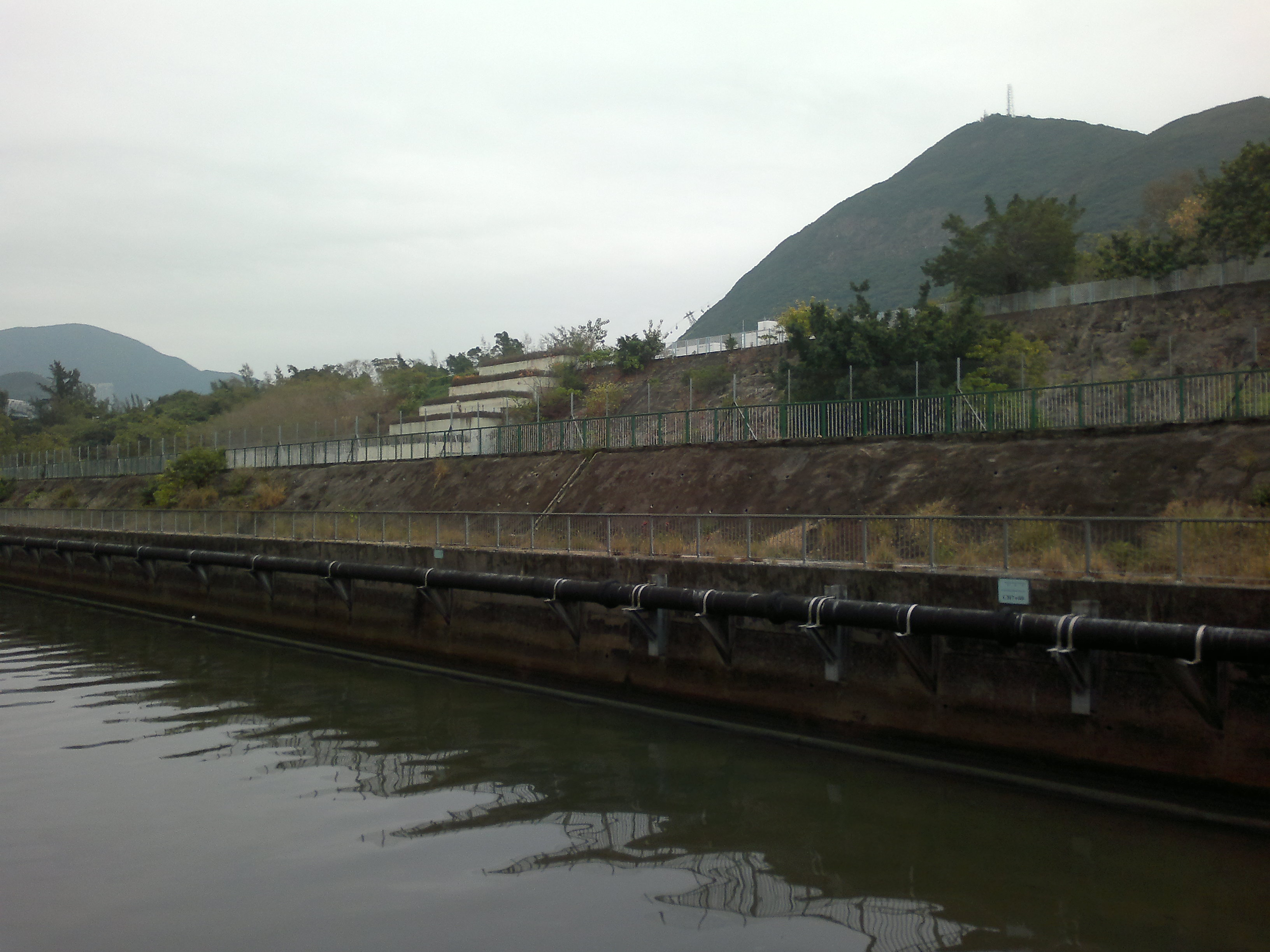
清拆後的黃竹坑邨

粗體表示該樓宇牽涉26座問題公屋醜聞，其混凝土強度未達高層單位20.7MPa或低層單位31MPa的標準，其中第9座更是26座問題公屋之一，相關樓宇已納入整體重建計劃下重建

### 設施

#### 幼稚園
- 貞德幼稚園（位於第一座地下）
- 黃竹坑幼稚園（位於第六座地下）
- 聖本幼稚園（位於第十座地下）
- 保良局壬子托兒園（位於黃竹坑天主教小學樓下，兩學校的校舍相通）

#### 小學
- 香港西區婦女福利會鄧肇堅小學（位置：第二座對開，靠近警校道）
- 黃竹坑天主教小學（位置：第五座以北）
- 中華基督教會基恆小學（位置：第八座對開，面向警校道）

#### 街市
- 舊街市（位於第二、三及四座之間）
- 第四座新街市（位於第四座近警校道）

#### 政府及公共機構
- 房屋署黃竹坑邨辦事處（位於第七座地下）
- 勞工處西港島就業中心（位於福利大廈地下，1978年12月14日啟用[8]，於2001年1月遷往西區裁判法院）
- 康文署流動圖書館（定期停泊於第五座側）
- 香港賽馬會投注站

## 著名居民
- 盧巧音：香港女歌手及演員

## 外部連結
- 房委會黃竹坑邨資料 （页面存档备份，存于）
- 香港地方: 政府廉租屋 （页面存档备份，存于）
- 香港地方: 黃竹坑邨樓宇平面圖 （页面存档备份，存于）
- 黃竹坑邨圖集 （页面存档备份，存于）
- 香港地方:未來鐵路 （页面存档备份，存于）
- 房屋署收回黃竹坑邨 （页面存档备份，存于）